# Martin Glider
Martin Glider var ett tidigt amerikanskt glidflygplan. Det hade en vingyta på 21 kvadratmeter, vertikala och horisontella stabilisatorer bak och fram och vägde 80 kg. Snedställda bärplan på 7 kvadratmeter på varje sida bidrog till stabiliteten.
Glidflygplanet konstruerades och tillverkades av William H. Martin i Canton Ohio 1908. Det är ett av de första monoglidflygpan som har genomfört en lyckad flygning. Eftersom konstruktören var för tung fick hans hustru Almina genomföra provflygningen 12 januari 1909. Vid den första flygningen nådde hon en höjd på cirka 10 meter, totalt genomfördes drygt 100 lyckade flygningar innan det ställdes åt sidan i juni samma år. Det drogs upp i luften av familjens häst och senare av en bil.
Martin fick patent på sin konstruktion med snedställda bärplan 28 september 1909.
Familjen visade upp planet runt om i USA, bland annat i New York. 
Glidflygplanet finns idag utställt på MAPS Air Museum vid Akron-Canton Airport i North Canton Ohio.